# Antigua Fortaleza Harlow
La Antigua Fortaleza Harlow es una casa histórica del Primer Periodo, ubicada en el 119 de la Calle Sandwich en Plymouth, Massachusetts.

## Historia
El sargento William Harlow construyó la casa en 1677 utilizando maderas de la fortaleza original de los Peregrinos en Burial Hill construido en 1621-1622. Harlow recibió permiso para usar la madera después de que el fuerte fue derribado al final de la Guerra del Rey Felipe en 1677, hasta que la Sociedad Anticuaria de Plymouth adquirió el edificio y contrató a Joseph Everett Chandler para restaurar la yesería de la casa. La Sociedad Anticuaria la abrió al público en 1921. En 1974 la casa fue agrgada al Registro Nacional de Lugares Históricos. La casa permanece abierta al público.